# Alexandr Nikolajevič Afanasjev
Alexandr Nikolajevič Afanasjev (11. červencejul./ 23. července 1826greg. Bogučar – 23. záříjul./ 5. října 1871greg. Moskva) byl ruský spisovatel a sběratel lidové slovesnosti, představitel mytologické školy.
Vystudoval práva na moskevské univerzitě a pracoval v archivu ministerstva zahraničí. V roce 1859 byl jmenován dvorním radou. Byl redaktorem časopisu Bibliografické zápisky, který byl v roce 1861 zastaven carskou cenzurou, Afanasjev byl vyslýchán a přišel o místo ve státních službách. Zemřel na tuberkulózu ve věku pětačtyřiceti let, je pochován na Pjatnickém hřbitově.
Vytvořil kolekci více než šesti set ruských pohádek, česky z nich vyšel výbor Ruské lidové pohádky. Kromě toho sestavil knihu Zakázané pohádky (v Rusku vyšla až v roce 1997), obsahující humorná lidová vyprávění s erotickými náměty. Je také autorem rozsáhlé etnografické studie Poetické názory Slovanů na přírodu.